# 科布多之战
科布多之战是1912年外蒙古獨立期間科布多城的一場戰鬥。戰後，大蒙古國驅逐了境內的全部清朝殘餘勢力，控制了外蒙古全境。

## 背景
1911年辛亥革命爆发後，同年10月，俄國哥薩克军隊進駐外蒙古。11月1日，“临时总理喀尔喀事务衙门”在库伦成立，12月宣告独立并奉哲布尊丹巴活佛为蒙古皇帝。1912年1月，外蒙古軍隊攻佔烏里雅蘇臺城，将烏里雅蘇臺將軍奎芳驱逐出外蒙古。

## 戰役
1912年春，科布多的清军兵力不足300名，在科布多城附近杜尔伯特部各旗活动的丹必占灿與外蒙古王公打算奪取科布多，並派人到科布多劝降。駐守在科布多內的科布多参赞大臣溥𨬔拒絕投降，並征召1000名蒙古士兵加强科布多的防御。雖然此時溥𨬔仍奉清朝正朔，不承認民國政府，中央政府在新疆方面的請求下仍下令派兵驰援。阿爾泰辦事長官帕勒塔派骑兵营长率兵1营增援科布多，新疆都督杨增新派马步各1营以及其他3营部隊向科布多進發，伊犁镇边使也派兵馳援。
在溥𨬔拒絕投降後，1912年6月21日，外蒙古軍隊进攻科布多。起初外蒙古軍隊兵力不足，抵達科布多城下後不敢进攻，後來库伦（今烏蘭巴托）方面派人馳援。7月底，俄军和外蒙古軍隊再次进攻科布多。8月2日，阿爾泰辦事長官派出的援军來到距科布多10余里的地方時，与外蒙古3000余人的軍隊發生遭遇戰，阿爾泰方面的援军全軍覆沒。8月中旬，外蒙古又增兵3000人围攻科布多。
由於科布多仍未攻下，沙俄领事決定將溥𨬔騙出科布多。沙俄领事表示要从中调停，希望能進入科布多與驻留该地的清朝官员商量。8月20日，溥𨬔打開城门放沙俄领事進入。結果沙俄领事带领俄兵30人、外蒙古军隊200人进入科布多並將其佔領。9月中旬，包括溥𨬔在内的清朝官兵及中國内地商民约700人被沙俄领事派兵驅逐出外蒙古。